# Tamara Gatchetchiladze
Pour les articles homonymes, voir Gatchetchiladze.
Tamara "Tako" Gatchetchiladze (géorgien : თამარა "თაკო" გაჩეჩილაძე) est une chanteuse géorgienne qui représenta la Géorgie au Concours Eurovision de la chanson 2017 après avoir remporté la finale nationale géorgienne avec la chanson Keep the Faith. Elle finira onzième sur les dix-huit participants de cette demi-finale avec 99 points, et ne se qualifiera donc pas pour la finale.
Elle faisait également partie du groupe Stephane & 3G, qui avait remporté la finale nationale géorgienne en 2009 et aurait dû représenter leur pays à l'Eurovision 2009 à Moscou, en Russie. Cependant, leur chanson, We Don't Wanna Put In, a été disqualifiée car contenant un caractère politique.